# Нурдаулетов, Бекзад Жалгасбаевич
Бекзат Жалгасбаевич Нурдаулетов (род. 10 апреля 1998, Жанаозен, Мангистауская область, Казахстан) — казахстанский боксёр, выступающий в полутяжёлой весовой категории. Заслуженный мастер спорта Республики Казахстан (2019), участник Олимпийских игр (2020), чемпион мира (2019),Чемпион Азии (2024),бронзовый призёр молодёжного чемпионата мира (2016) в любителях.
Среди профессионалов бывший молодёжный чемпион мира по версии WBO Youth (2022) в полутяжёлом весе.

## Биография
6 ноября 2019 года присвоено почётное звание «Заслуженный мастер спорта Республики Казахстан».
Указом Президента Республики Казахстан от 29 ноября 2019 года награждён Орденом «Курмет» из рук президента Республики Казахстан в Акорде.
15 декабря 2019 года стал почётным гражданином города Жанаозен.

## Любительская карьера
Бекзат Нурдаулетов выступает в полутяжёлой весовой категории.
В сентябре 2019 года стал чемпионом мира в Екатеринбурге, где Бекзат дошёл до финала в котором победил узбекского боксёра Дилшодбека Рузметова, тем самым завоевал золотую медаль и титул чемпиона планеты
.
В апреле 2021 года стал победителем в весе до 81 кг международного турнира «Кубок Губернатора Санкт-Петербурга», в финале победив опытного россиянина Имама Хатаева.

### Олимпийские игры 2020 года
В марте 2020 года на квалификационном турнире от Азии/Океании в Аммане (Иордания) прошёл квалификацию к Олимпийским играм 2020 года.
И в июле 2021 года стал участником Олимпийских игр в Токио, где в 1/8 финала соревнований вновь встретился с россиянином Имамом Хатаевым и в конкурентном бою проиграл ему по очкам раздельным решением со счётом 1:4.
В феврале 2023 года участвовал в весе до 80 кг на представительном международном турнире «Странджа» проходившем в Софии (Болгария), где он в четвертьфинале по очкам раздельным решением судей (2:3) проиграл узбекскому боксёру Джасурбеку Юлдошеву.

## Профессиональная карьера
31 октября 2020 года в Атырау (Казахстан) начал профессиональную боксёрскую карьеру досрочно техническим нокаутом во 2-м раунда победив опытного танзанийца Ибрагима Маджого (14-9-1).

## Статистика профессиональных боёв
В таблице перечислены результаты всех поединков боксёров.
В каждой строке указан результат поединка. Дополнительно номер поединка обозначен цветом, который обозначает итог поединка. Расшифровка обозначений и цветов представлена в нижеследующей таблице.
| Пример | Расшифровка                     |
| ------ | ------------------------------- |
|        | Победа                          |
|        | Ничья                           |
|        | Поражение                       |
|        | Планируемый поединок            |
|        | Поединок признан несостоявшимся |
| КО     | Нокаут                          |
| ТКО    | Технический нокаут              |
| PTS    | Решение судей (по очкам)        |
| UD     | Единогласное решение судей      |
| MD     | Решение большинства судей       |
| SD     | Раздельное решение судей        |
| RTD    | Отказ от продолжения боя        |
| DQ     | Дисквалификация                 |
| NC     | Поединок признан несостоявшимся |

| 6 поединков, 6 побед (2 нокаутом). | 6 поединков, 6 побед (2 нокаутом). | 6 поединков, 6 побед (2 нокаутом). | 6 поединков, 6 побед (2 нокаутом). | 6 поединков, 6 побед (2 нокаутом).        | 6 поединков, 6 побед (2 нокаутом). | 6 поединков, 6 побед (2 нокаутом).                                                         |
| Бой                                | Рекорд                             | Дата боя                           | Соперник                           | Место проведения боя                      | Раундов, Время                     | Примечание                                                                                 |
| ---------------------------------- | ---------------------------------- | ---------------------------------- | ---------------------------------- | ----------------------------------------- | ---------------------------------- | ------------------------------------------------------------------------------------------ |
| 6                                  | 6-0                                | 1 октября 2022                     | Яго Кизирия (6-8)                  | MOSiR Hall, Люблин, Польша                | UD 8 (8)                           | Счёт судей: 79-73, 80-72 (дважды).                                                         |
| 5                                  | 5-0                                | 11 июня 2022                       | Михаил Коханчик (4-0)              | Rixos Water World Aktau, Актау, Казахстан | UD 8 (8)                           | Счёт судей: 80-72, 79-73, 78-74.                                                           |
| 4                                  | 4-0                                | 5 февраля 2022                     | Чико Кваси (5-0-1)                 | Rixos Water World Aktau, Актау, Казахстан | TKO 9 (10), 1:00                   | Завоевал вакантный титул молодёжного чемпиона мира по версии WBO Youth в полутяжёлом весе. |
| 3                                  | 3-0                                | 6 ноября 2021                      | Фаррух Джураев (6-4-1)             | СК Халык Арена, Актау, Казахстан          | UD 8 (8)                           | Счёт судей: 80-70, 80-71 (дважды).                                                         |
| 2                                  | 2-0                                | 16 декабря 2020                    | Кабиру Товолави (13-2)             | Jekpe-Jek Arena, Нур-Султан, Казахстан    | UD 6 (6)                           | Счёт судей: 60-54 (трижды).                                                                |
| 1                                  | 1-0                                | 31 октября 2020                    | Ибрагим Маокола Маджого (14-9-1)   | Атырау, Казахстан                         | TKO 2 (6), 2:27                    | Профессиональный дебют.                                                                    |